# Vattrad myrtörnskata
Vattrad myrtörnskata (Frederickena unduligera) är en fågel i familjen myrfåglar inom ordningen tättingar.

## Utbredning och systematik
Vattrad myrtörnskata delas in i tre underarter:
- F. u. unduligera – förekommer i nordvästra Amazonområdet i Brasilien kring övre delen av floden Negro
- F. u. diversa – förekommer i östra Peru (söder om floden Marañón) och nordvästra Bolivia (södra La Paz, södra Beni)
- F. u. pallida – förekommer i sydvästra Amazonområdet i Brasilien söder om Amazonfloden, eventuellt också i norra Bolivia

## Status
IUCN kategoriserar arten som livskraftig.